# Suore di San Vincenzo de' Paoli, serve dei poveri
Le Suore di San Vincenzo de' Paoli, Serve dei Poveri (in neerlandese Zusters van de H. Vincentius a Paulo, Dienstmaagden der Armen; sigla S.V.P.), sono un istituto religioso femminile di diritto pontificio.

## Storia
La congregazione fu fondata dalla baronessa Elisabeth Le Candèle de Ghyseghem che il 21 gennaio 1818, su consiglio del vescovo de Broglie di Gand, aprì a Gijzegem una scuola per bambini poveri posta sotto la protezione di sant'Agnese. Le prime tre suore dell'istituto emisero la loro professione nel 1819 e la prima superiora generale fu eletta nel 1836.
Le costituzioni dell'istituto furono elaborate dal gesuita Lemaître, che si ispirò alle regole di san Vincenzo de' Paoli aggiungendovi qualche elemento ignaziano.
Nel 1896 le suore iniziarono a lavorare accanto ai missionari benedettini in Brasile; nel 1930 giunsero anche in Congo, chiamate dai missionari di Scheut.
L'istituto ricevette il pontificio decreto di lode il 30 aprile 1860 e le sue costituzioni ottennero l'approvazione definitiva il 10 gennaio 1949.

## Attività e diffusione
Le suore si dedicano all'istruzione e all'educazione della gioventù e alla cura dei malati, anche a domicilio.
Oltre che in Belgio, sono presenti in Brasile, Camerun, Congo, Italia, Paraguay e Sudafrica; la sede generalizia è a Bruxelles.
Alla fine del 2015 l'istituto contava 276 religiose in 60 case.